# Margot Moreyra
Margot Moreyra (n. Entre Ríos, Argentina; ??? - f. Buenos Aires, Argentina; 29 de octubre de 1993) fue una actriz de argentina con una amplia trayectoria.

## Carrera
Margot Moreyra, conocida también con diminutivo de Margotita, fue una reconocida veterana actriz de una importante trayectoria sobre el escenario y la cinematografía argentina. Fue la actriz "fetiche" del polémico director Jorge Polaco en la década del '80, quien construyó a partir de su figura senil, las representaciones de la vejez fueron que sustanciales para definir la estética de sus películas. Actuó con figuras de renombre como Hilda Bernard, Luisa Vehil, Graciela Borges, Alejandro Urdapilleta y Arturo Puig,  y otros no tan conocidos como Ariel Bonomi, Marta Fridman y Fernando Madanes.
Paralelamente tuvo incursiones tanto en el mundo de la pintura como de la poesía.

## Filmografía
- 1983: Margotita (mediometraje)
- 1986: Diapasón
- 1987: En el nombre del hijo
- 1989: Kindergarten
- 1993: Fuego gris[4]

## Galardones
- Premio UNCIPAR (Unión de Cineístas de Paso Reducido) a mejor actriz en 1985 por su corto en Super 8, Margotita.[5]
- Premio como mejor actriz en el Festival de Wattrelos (Francia).
- Premio como mejor actriz en el Festival Mundial de Saint Hubert (Canadá).
- Premio a la Mejor Interpretación Femenina en el Festival Internacional de Cine de Badalona (España).